# Žilavka
Žilavka ist eine autochthone Weißweinsorte aus Bosnien-Herzegowina aus der Region Herzegowina, wo sie etwa die Hälfte der Gesamtanbaufläche von derzeit noch ca. 3.500 Hektar ausmacht.

## Rebe und Wein

### Herkunft und Geschichte
Žilavka stammt sehr wahrscheinlich aus der Gegend um Mostar. Der Name leitet sich möglicherweise von „Žila“/„жила“ (kroatisch/bosnisch/serbisch für „die Ader“) ab, da in der Reifezeit das Aderngeflecht der Beere durch die dicke, aber durchsichtige Beerenhaut gut sichtbar ist.  Nach 1999 durchgeführten DNS-Untersuchungen soll Žilavka mit der vorwiegend im Friaul und Istrien angebauten Sorte Teran Bijeli verwandt sein. Diese ist mit der früher Prosecco genannten, seit 2010 aus rechtlichen Gründen „Glera“ zu nennenden Rebsorte identisch.
Žilavka war bereits zu Beginn der österreichisch-ungarischen Verwaltung von Bosnien und Herzegowina (1878) die im Weinbau in Bosnien und Herzegowina quantitativ und qualitativ vorherrschende weiße Rebsorte. Um 1900 wurden Žilavka-Weine als „ausnehmend mild, dabei sehr stark – es kommen bei normaler Lese und vollständig vergohrenen Weinen Alkoholgehalte von zwölf und mehr Procent vor –“ beschrieben; sie wiesen eine „sehr feine, schwach an die Muskatellerweine erinnernde Blume auf“.
In Jugoslawien wurde Žilavka angeblich häufig nur als Verschnittwein genutzt.

### Eigenschaften
Žilavka ist eine Varietät der Edlen Weinrebe (Vitis vinifera subsp. Vinifera). Sie besitzt zwittrige Blüten und ist somit selbstfruchtend. Die als fruchtbar und kräftig beschriebene spät reifende Sorte ist anfällig für Falschen Mehltau, Botrytis und Frühlingsfröste, jedoch widerstandsfähig gegen Dürre und kann auf steinigem, flachgründigem Untergrund angebaut werden. Die große, sehr kompakte Traube wiegt zum Erntezeitpunkt 150 bis 200 Gramm.

### Verbreitung
Žilavka wird in der kroatisch besiedelten West-Herzegowina in den Gemeinden Čitluk, Međugorje, Ljubuški und Čapljina, in der serbisch besiedelten Ost-Herzegowina in der Gemeinde Trebinje angebaut. Kleinere Anbauflächen gibt es außerdem in Kroatien, Serbien, Mazedonien und Montenegro.

### Weine
Žilavka erbringt mittelschwere, gelb-grünliche, alkoholstarke (12 bis 14 %), säurebetonte (5 bis 6 g/l Gesamtsäure) Weißweine mit einem Extrakt von 20 bis 27 g/l und Aromen nach Nüssen und Aprikosen. Den Žilavka-Weinen aus besseren Lagen werden häufig 15 % der ebenfalls autochthonen herzegowinischen weißen Rebsorten Krkošija und Bena zugesetzt. Ein Alterungspotential in der Flasche ist vorhanden. Viele Žilavka-Weine werden fruchtbetont und unkompliziert ausgebaut, wenige auch im Eichenholzfass.
Žilavka-Weine werden mit 10 bis 12 °C zu gekochtem oder gegrilltem Lamm, zu Aal und anderem Süßwasser- oder Meeresfisch sowie zu Käse und Rohschinken empfohlen.

### Synonyme
Synonyme sind Mostarska, Mostarska Žilavka, Zhelavka Biella, Žilava Hercegovačka, Zilavka, Žilavka Bianca, Žilavka Bijela, Žilavka Blanche, Žilavka Hercegovačka, Žilavka Mostarska, Žilavka Mostarska Bijela, Žilavka Weisse, Žilavka White sowie Žilavka binaca und Jilavka. Das Synonym „Zilavka“ darf nicht zu einer Verwechslung mit der Sorte Furmint, deren eines Synonym ebenfalls „Zilavka“ lautet, führen.

## Literarisches
In Roda Rodas Kurzgeschichte „Südliche Nacht“ ersteigt der Gefreite Heuberger vom k. u. k. Infanterieregiment Nr. 4, Hoch- und Deutschmeister nach dem Genuss von „anderthalb Flaschen Schillawka“  ein Minarett in Mostar und singt ein Lied, worauf er am nächsten Tag von einem k. u. k. Kriegsgericht wegen „Religionsstörung“ zu vier Jahren Kerker verurteilt wird. In dem unvollendet gebliebenen Roman „Omer-Pascha Latas“ des Literaturnobelpreisträgers Ivo Andrić heißt das sechste Kapitel „Ein Wein namens Žilavka“. Vordergründig geht es darin um die herausragende Qualität dieses Weins, tatsächlich jedoch um die Einsamkeit von übergelaufenen polnischen, ungarischen und österreichischen Offizieren im Dienst der osmanischen Armee in Bosnien-Herzegowina, die sich mit Žilavka betrinken, um ihr Schicksal zu vergessen.